# Кукурек (род)
{{Taxobox
| латинско име = не
| name = Кукурек
| image = - Helleborus niger 01 -.jpg
| image_width = 250п
| image_caption = црни кукурек
| regnum = 
| divisio = 
| classis = 
| ordo = 
| familia = 
| tribus = 
| genus = 
| genus_authority = 
| subdivision_ranks = врсте
| subdivision = 
- -{Helleborus argutifolius
- Helleborus foetidus
- Helleborus lividus
- Helleborus vesicarius
- Helleborus atrorubens
- Helleborus croaticus
- Helleborus cyclophyllus
- Helleborus dumetorum
- Helleborus abruzzicus
- Helleborus liguricus
- Helleborus bocconei
- Helleborus multifidus
- Helleborus niger
- Helleborus odorus
- Helleborus orientalis
- Helleborus purpurascens
- Helleborus thibetanus
- Helleborus torquatus
- Helleborus viridis
- Helleborus occidentalis}-

}}
Кукурек (лат. Helleborus sp.) евроазијски је род зељастих биљака из фамилије љутића (Ranunculaceae), који обухвата око 20 врста. Познат је и под именом божижна ружа, а у народу кукурјак и кукорек. Листови су модрозелене боје, а цветови су различите боје у зависности од врсте кукурека. Сматра се једним од весника пролећа. Расте у боровим и буковим шумама, али се често узгаја и као саксијско цвеће. Расте до 50 cm висине. Спада у отровне биљке, па се користи искључиво као украсна врста.

## Етимологија
Име је добио од грчке речи hellein – убити и бора – јело.

## Основне карактеристике
Кукурек расте по ливадама и искрченим шумама, нарочито у брдским и планинским крајевима. Цвета већ у јануару или фебруару, зависно од поднебља. То је вишегодишња биљка висине до 60-ак цм. У Србији се срећу обични кукурек, црни кукурек, расцепани кукурек, црвени кукурек (Helleborus atrorubens) и српски кукурек. Све врсте су врло отровне и не треба их дирати.

## Класификација
У оквиру реда кукурека идентификоване су 22 врсте:
- -  subsp. 
  -  subsp. 
  -  subsp.
- -  subsp. macranthus (syn. )
  -  subsp.
- -  subsp. 
  -  subsp.
- -  subsp. abchasicus (syn. -{H. abchasicus)
  -  subsp. 
  -  subsp. orientalis (syn. H. caucasicus, H. kochii)
- (syn. )
- (syn. )[3]
  -  subsp. [4]
  -  subsp. [5]

## Кукурек у митологији и народној традицији
Према грчкој митологији, Херкул је управо кукуреком излечио своје лудило, а велики Александар Македонски је умро јер га је исувише дуго користио као лек.
Према хришћанском веровању, овај цвет је настао пре 2.000 година. Извесна девојка је, дошла у Витлејем да поздрави рођење сина божјег. Тамо је сусрела мудраце са Истока који су Христу донели дарове. Девојка је била неутешна схвативши да неће имати шта да поклони. Уто се појавио анђео, додирнуо земљу крилима, а на том месту је изникла Божићна ружа, односно кукурек, који је она поклонила тек рођеном Исусу.
У нашем народу ова биљка користи се у магијским обредима. Када се појави први цвет у току године пева му се песмица: „Кукурек са брда зове, ожените ме! Лепа ружа руку пружа: поведите ме!“ Додоле натапају корење ове биљке у воду и њом прскају децу у време црквених празника. Нарочито се користи за Цвети и Ђурђевдан, да заштити од урокљивих очију и црне магије. Верује се да ће, ако се унесе у кућу пре Ђурђевдана, укућанима донети несрећу.

## Галерија
- Helleborus bocconei
- Helleborus dumetorum
- Helleborus lividus ssp. corsicus
- Helleborus foetidus
- Helleborus odorus
- Helleborus purpurascens
- Helleborus argutifolius
- Helleborus torquatus, syn. Helleborus serbicus